# Rambach (Weißenborn)
Rambach ist einer der beiden Ortsteile der Gemeinde Weißenborn im nordhessischen Werra-Meißner-Kreis. Der Ort liegt im nordhessischen Bergland südöstlich von Weißenborn nahe der Grenze zu Thüringen.

## Geschichte

### Ortsgeschichte
Die älteste bekannte schriftliche Erwähnung von Rambach erfolgte unter dem Namen Rampeche im Jahr 1360.
Rambach wurde 1995 als Bundessieger im Wettbewerb Unser Dorf soll schöner werden ausgezeichnet.
Hessische Gebietsreform (1970–1977)
Im Zuge der Gebietsreform in Hessen fusionierten zum 1. Oktober 1971 die Gemeinden Rambach und  Weißenborn zur erweiterten Gemeinde Weißenbiorn. Für den Ortsteil Rambach wurde ein Ortsbezirk mit Ortsbeirat und Ortsvorsteher nach der Hessischen Gemeindeordnung eingerichtet. Die Grenzen des Ortsbezirks folgen den seitherigen Gemarkungsgrenzen.

### Verwaltungsgeschichte im Überblick
Die folgende Liste zeigt die Staaten und Verwaltungseinheiten, denen Rambach angehört(e):
- nach 1365: Heiliges Römisches Reich, Landgrafschaft Hessen, Amt Wanfried
- ab 1567: Heiliges Römisches Reich, Niederhessen, Landgrafschaft Hessen-Kassel, Amt Wanfried
  - 1627–1834: Landgrafschaft Hessen-Rotenburg (sogenannte Rotenburger Quart), teilsouveränes Fürstentum unter reichsrechtlicher Oberhoheit der Landgrafschaft Hessen-Kassel bzw. des Kurfürstentums Hessen
- ab 1806: Landgrafschaft Hessen-Kassel, Amt Wanfried
- ab 1807: Königreich Westphalen, Departement der Werra, Distrikt Eschwege, Kanton Aue
- ab 1815: Kurfürstentum Hessen, Rotenburger Quart, Amt Wanfried[8]
- ab 1821: Kurfürstentum Hessen, Provinz Niederhessen, Kreis Eschwege[9][Anm. 2]
- ab 1848: Kurfürstentum Hessen, Bezirk Eschwege
- ab 1851: Kurfürstentum Hessen, Provinz Niederhessen, Kreis Eschwege
- ab 1867: Norddeutscher Bund, Königreich Preußen, Provinz Hessen-Nassau, Regierungsbezirk Kassel, Kreis Eschwege
- ab 1871: Deutsches Reich, Königreich Preußen, Provinz Hessen-Nassau, Regierungsbezirk Kassel, Kreis Eschwege
- ab 1918: Deutsches Reich, Freistaat Preußen, Provinz Hessen-Nassau, Regierungsbezirk Kassel, Kreis Eschwege
- ab 1944: Deutsches Reich, Freistaat Preußen, Provinz Kurhessen, Landkreis Eschwege
- ab 1945: Deutsches Reich, Amerikanische Besatzungszone, Groß-Hessen, Regierungsbezirk Kassel, Landkreis Eschwege
- ab 1946: Deutsches Reich, Amerikanische Besatzungszone, Hessen, Regierungsbezirk Kassel, Landkreis Eschwege
- ab 1949: Bundesrepublik Deutschland, Hessen, Regierungsbezirk Kassel, Landkreis Eschwege
- ab 1971: Bundesrepublik Deutschland, Hessen, Regierungsbezirk Kassel, Landkreis Eschwege, Gemeinde Weißenborn
- ab 1974: Bundesrepublik Deutschland, Hessen, Regierungsbezirk Kassel, Werra-Meißner-Kreis, Gemeinde Weißenborn

## Bevölkerung

### Einwohnerstruktur 2011
Nach den Erhebungen des Zensus 2011 lebten am Stichtag dem 9. Mai 2011 in Rambach 213 Einwohner. Darunter waren keine Ausländer.
Nach dem Lebensalter waren 42 Einwohner unter 18 Jahren, 81 waren zwischen 18 und 49, 39 zwischen 50 und 64 und 51 Einwohner waren älter. Die Einwohner lebten in 87 Haushalten. Davon waren 27 Singlehaushalte, 18 Paare ohne Kinder und 36 Paare mit Kindern, sowie 6 Alleinerziehende. Wohngemeinschaften gab es keine. In 21 Haushalten lebten ausschließlich Senioren und in 51 Haushaltungen leben keine Senioren.

### Einwohnerzahlen
>Quelle: Historisches Ortslexikon
- 1574: 65 Haushaltungen
- 1747: 84 Haushaltungen
- 1834: 63 Haushaltungen
- 1997: 275 Einwohner[10]

| Rambach: Einwohnerzahlen von 1834 bis 2011 | Rambach: Einwohnerzahlen von 1834 bis 2011 | Rambach: Einwohnerzahlen von 1834 bis 2011 | Rambach: Einwohnerzahlen von 1834 bis 2011 | Rambach: Einwohnerzahlen von 1834 bis 2011 |
| --- | ------------------------------------------ | ------------------------------------------ | ------------------------------------------ | ------------------------------------------ |
| Jahr |                                            |                                            |                                            | Einwohner                                  |
| 1834 | 1834                                       |                                            | 314                                        | 314                                        |
| 1840 | 1840                                       |                                            | 330                                        | 330                                        |
| 1846 | 1846                                       |                                            | 368                                        | 368                                        |
| 1852 | 1852                                       |                                            | 363                                        | 363                                        |
| 1858 | 1858                                       |                                            | 350                                        | 350                                        |
| 1864 | 1864                                       |                                            | 328                                        | 328                                        |
| 1871 | 1871                                       |                                            | 340                                        | 340                                        |
| 1875 | 1875                                       |                                            | 335                                        | 335                                        |
| 1885 | 1885                                       |                                            | 303                                        | 303                                        |
| 1895 | 1895                                       |                                            | 289                                        | 289                                        |
| 1905 | 1905                                       |                                            | 302                                        | 302                                        |
| 1910 | 1910                                       |                                            | 314                                        | 314                                        |
| 1925 | 1925                                       |                                            | 313                                        | 313                                        |
| 1939 | 1939                                       |                                            | 289                                        | 289                                        |
| 1946 | 1946                                       |                                            | 403                                        | 403                                        |
| 1950 | 1950                                       |                                            | 367                                        | 367                                        |
| 1956 | 1956                                       |                                            | 331                                        | 331                                        |
| 1961 | 1961                                       |                                            | 302                                        | 302                                        |
| 1967 | 1967                                       |                                            | 268                                        | 268                                        |
| 1970 | 1970                                       |                                            | 268                                        | 268                                        |
| 1980 | 1980                                       |                                            | ?                                          | ?                                          |
| 1990 | 1990                                       |                                            | ?                                          | ?                                          |
| 1997 | 1997                                       |                                            | ?                                          | ?                                          |
| 2011 | 2011                                       |                                            | 213                                        | 213                                        |
| Datenquelle: Historisches Gemeindeverzeichnis für Hessen: Die Bevölkerung der Gemeinden 1834 bis 1967. Wiesbaden: Hessisches Statistisches Landesamt, 1968. Weitere Quellen: ; Zensus 2011 |                                            |                                            |                                            |                                            |

### Religion
Die Kirchgemeinde Weißenborn-Rambach gehört zum Sprengel Kassel der Evangelischen Kirche von Kurhessen-Waldeck.
Historische Religionszugehörigkeit
| • 1885: | 301 evangelische (= 99,34 %), zwei katholische (= 0,66 %) Einwohner |
| • 1961: | 266 evangelische (= 88,08 %), 33 katholische (= 10,93 %) Einwohner  |

## Kultur und Sehenswürdigkeiten
Bauwerke

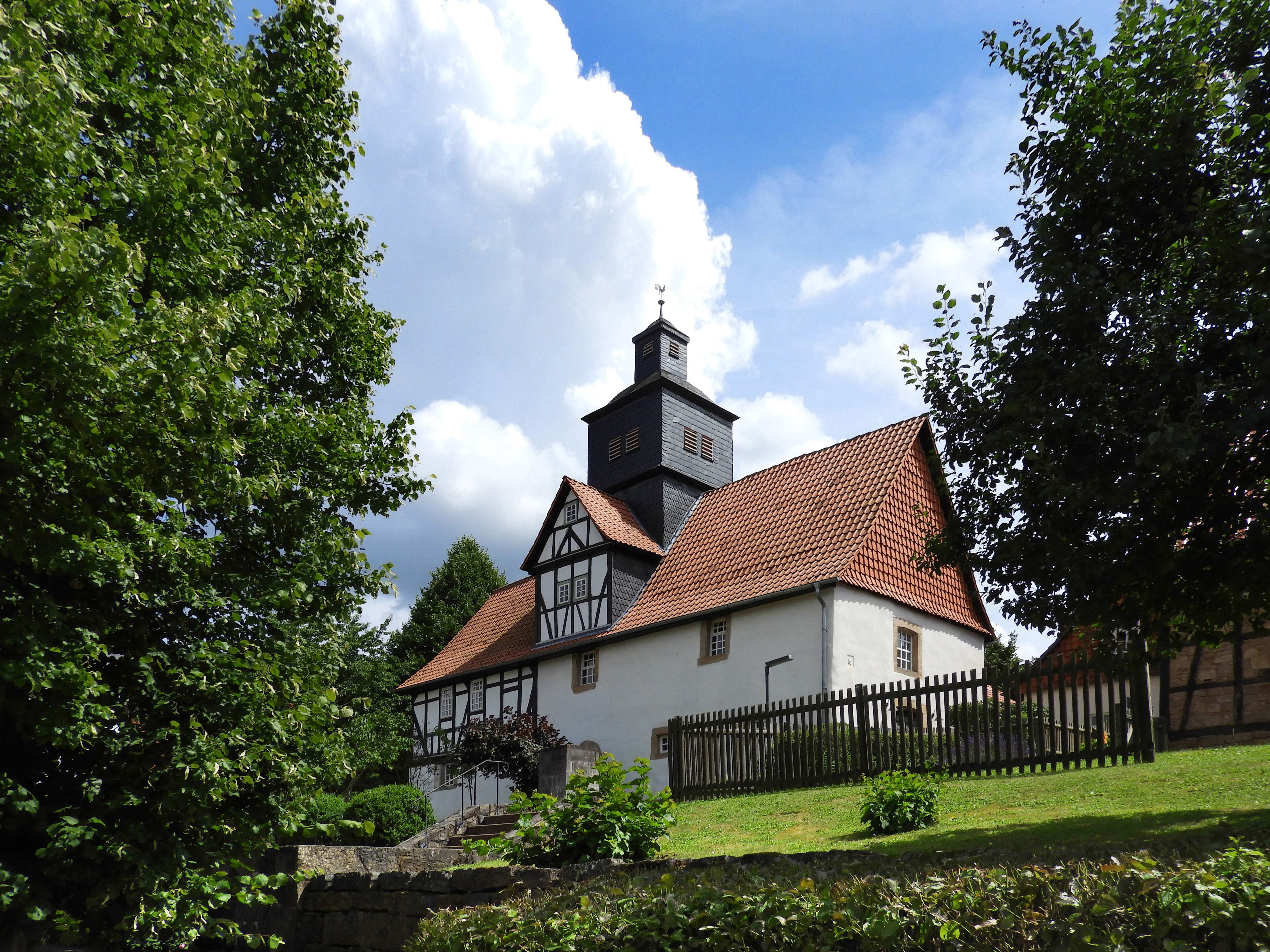
Die evangelische Pfarrkirche

Die historische Ortsstruktur Rambachs verfügt über eine wenig gestörte Bausubstanz, die bis in die Zeit vor dem Dreißigjährigen Krieg zurückreicht. Im Ortskern befinden sich die an exponiertem Platz erbaute Dorfkirche, der Anger und bemerkenswerte Hofanlagen. Besonders markant ist der Einfluss thüringischer Fachwerkarchitektur, der sich an zahlreichen Häusern findet. Als Gesamtanlage ist der Ortskern aus geschichtlichen Gründen denkmalgeschützt.
Kirche

Die im Kern mittelalterliche evangelische Pfarrkirche von Rambach wurde im 17. Jahrhundert erweitert und 1711 durch einen Fachwerkaufbau erhöht. Im Jahr 1799 wurde die Dorfkirche grundlegend umgestaltet und mit einem Dachtürmchen versehen. Das Innere der Kirche überrascht mit reich verzierten umlaufenden Emporen und einer Orgel aus dem Ende des 18. Jahrhunderts. Als Kleinod gilt auch die Barock-Kanzel die um 1700 entstanden ist. Wegen ihrer künstlerischen, baulichen und geschichtlichen Bedeutung ist die Kirche ein geschütztes Kulturdenkmal.